# نوک‌قیفی پشت‌آبی
نوک‌قیفی پشت‌آبی (نام علمی: Conirostrum sitticolor) نام یک گونه از سرده نوک‌قیفی است.